# Beigelsmühle
Beigelsmühle ist ein Gemeindeteil des Marktes Seinsheim im Landkreis Kitzingen (Unterfranken, Bayern). Beigelsmühle liegt in der Gemarkung Iffigheim.

## Geografische Lage
Die Einöde liegt an der Iff, einem linken Zufluss des Breitbachs. Unmittelbar nördlich der beiden Anwesen steht ein Baum, der als Naturdenkmal ausgezeichnet ist. Die Staatsstraße 2418 führt die Iff entlang zur Nagelsmühle (0,3 km südöstlich) bzw. zur Schleifmühle (0,3 km nordwestlich).

## Geschichte
Beigelsmühle gehörte ursprünglich zur Realgemeinde Iffigheim und unterstand wie diese dem schwarzenbergischen Amt Wässerndorf, das das Hoch- und Niedergericht ausübte.
Mit dem Gemeindeedikt (frühes 19. Jahrhundert) wurde Beigelsmühle dem Steuerdistrikt Seinsheim und der Ruralgemeinde Iffigheim zugewiesen. Im Zuge der Gebietsreform in Bayern wurde Beigelsmühle am 1. Mai 1978 nach Seinsheim eingemeindet.

### Einwohnerentwicklung
| Jahr      | 001818 | 001836 | 001840 | 001861 | 001871 | 001885 | 001900 | 001925 | 001950 | 001961 | 001970 | 001987 |
| Einwohner | 9      | 10     | 10     | *      | 8      | 10     | 7      | 9      | 9      | 6      | 7      | 2      |
| Häuser    | 2      | 1      | 1      |        |        | 1      | 1      | 1      | 1      | 1      |        | 1      |
| Quelle    | [ 6 ]  | [ 10 ] | [ 11 ] | [ 12 ] | [ 13 ] | [ 14 ] | [ 15 ] | [ 16 ] | [ 17 ] | [ 18 ] | [ 19 ] | [ 1 ]  |

## Religion
Beigelsmühle ist römisch-katholisch geprägt und bis heute nach St. Peter und Paul (Seinsheim) gepfarrt.